# Bartolomeu Bueno, o Moço
Bartolomeu Bueno, o Moço, foi famoso bandeirante, irmão de Amador Bueno de Ribeira e de Francisco Bueno. Eram filhos de Bartolomeu Bueno, sevilhano que chegou como carpinteiro de ribeira em 1590 a São Paulo, e de Maria Pires.
Nasceu por volta de 1585 em São Paulo e morreu em 1638, pois seu inventário foi aberto em julho desse ano. Proprietário de fazendas na região de Parnaíba e no sertão de Atibaia, ali reuniu grande escravatura indígena. Foi grande sertanista caçador de índios, agindo de preferência na região do rio Doce, e ao norte do rio Parnaíba.
Serviu os honrosos cargos da república em São Paulo.
Deixou geração de seu segundo casamento em 8 de janeiro de 1631 em São Paulo com Mariana de Camargo, filha de Jusepe de Ortiz Camargo e de Leonor Domingues, irmã do Capitão Fernando de Camargo o Tigre, chefe do partido dos Camargos contra os Pires. Foram pais de:
- 1 - Francisco Bueno de Camargo, bandeirante.
- 2 - Bartolomeu Bueno Cacunda, bandeirante, morto em 1685, que exerceu cargos na Câmara de São Paulo.

Há outro bandeirante com o mesmo nome, sobrinho do Bartolomeu Bueno acima nomeado:
Bartolomeu Bueno, filho de Amador Bueno, o Aclamado, e de Bernarda Luís Camacho, não registrado pelos genealogistas.
Foi sertanista. Integrou o socorro paulista organizado por Salvador Correia de Sá e Benevides para libertar Pernambuco dos holandeses. Em 1640 ficou prisioneiro, por ocasião do combate da armada de D. Fernando Mascarenhas, conde da Torre e só foi solto anos depois.
Em 31 de maio de 1644 teve patente de capitão de infantaria paga.